# Combat Flight Simulator
Ne pas confondre avec Flight Simulator, jeu de simulation aéronautique de Microsoft
Combat Flight Simulator est un simulateur de vol de combat développé et édité par Microsoft en 1998.
Le jeu, au nom complet de Combat Flight Simulator WWII Europe Series, se déroule sur le théâtre européen de la Seconde Guerre mondiale.

## Accueil
- Jeuxvideo.com : 16/20[1]